# Olga Wladimirowna Romasko
Olga Wladimirowna Romasko (russisch Ольга Владимировна Ромасько, wiss. Transliteration Ol'ga Vladimirovna Romas'ko; * 18. April 1968 in Borodino) ist eine ehemalige russische Biathletin.
Sie begann 1993 mit dem Biathlonsport. In den Jahren 1996 und 1997 wurde sie jeweils Weltmeisterin im Sprint über 7,5 Kilometer und 1997 auch noch Dritte in der Verfolgung und in der Staffel. Bei den Olympischen Spielen 1998 in Nagano holte sie mit der russischen Staffel die Silbermedaille. Danach beendete sie auch ihre sportliche Karriere. Insgesamt gelangen ihr 4 Weltcupsiege.

## Bilanz im Biathlon-Weltcup
Die Tabelle zeigt alle Platzierungen (je nach Austragungsjahr einschließlich Olympische Spiele und Weltmeisterschaften).
- 1.–3. Platz: Anzahl der Podiumsplatzierungen
- Top 10: Anzahl der Platzierungen unter den ersten zehn (einschließlich Podium)
- Punkteränge: Anzahl der Platzierungen innerhalb der Punkteränge (einschließlich Podium und Top 10)
- Starts: Anzahl gelaufener Rennen in der jeweiligen Disziplin

| Platzierung | Einzel | Sprint | Verfolgung | Massenstart | Team | Staffel | Gesamt |
| ----------- | ------ | ------ | ---------- | ----------- | ---- | ------- | ------ |
| 1. Platz    | 1      | 3      |            |             | 1    | 4       | 9      |
| 2. Platz    |        |        |            |             | 1    | 4       | 5      |
| 3. Platz    |        | 1      | 2          |             |      | 3       | 6      |
| Top 10      | 5      | 10     | 4          |             | 2    | 12      | 33     |
| Punkteränge | 11     | 17     | 8          | 1           | 2    | 12      | 51     |
| Starts      | 16     | 29     | 12         | 1           | 2    | 12      | 72     |